# عدنان عوض
عدنان عوض (انگلیسی: Adnan Al-Shuaibat؛ زادهٔ ۱۵ فوریهٔ ۱۹۷۳) بازیکن سابق و مربی فوتبال اهل اردن است.
از باشگاه‌هایی که در آن بازی کرده‌است می‌توان به باشگاه ورزشی الفیصلی، باشگاه فوتبال کاماز نابرژنیه چلنی، و باشگاه ورزشی المحرق اشاره کرد.
وی همچنین در تیم ملی فوتبال اردن بازی کرده‌است.